# Сан-Педро-де-лос-Милагрос
Сан-Педро-де-лос-Милагрос (исп. San Pedro de los Milagros) — город и муниципалитет на севере Колумбии, на территории департамента Антьокия. Входит в состав субрегиона Северная Антьокия.

## История
До прихода испанцев территорию муниципалитета населяли представители индейского племени es:Nutabes.
Поселение из которого позднее вырос город было основано в 1659 году. Муниципалитет Сан-Педро-де-лос-Милагрос был выделен в отдельную административную единицу в 1813 году.

## Географическое положение

Муниципалитет Сан-Педро-де-лос-Милагрос

Город расположен в центральной части департамента, в гористой местности Центральной Кордильеры, на расстоянии приблизительно 16 километров к северу от Медельина, административного центра департамента. Абсолютная высота — 2580 метров над уровнем моря.

Муниципалитет Сан-Педро-де-лос-Милагрос граничит на севере с муниципалитетами Бельмира и Энтрерриос, на западе — с муниципалитетом Сан-Херонимо, на юге — с муниципалитетами Бельо, Копакабана и Хирардота, на востоке — с муниципалитетом Донматиас. Площадь муниципалитета составляет 229 км².

## Население
По данным Национального административного департамента статистики Колумбии, совокупная численность населения города и муниципалитета в 2012 году составляла 25 211 человек.
Динамика численности населения муниципалитета по годам:
| 2005   | 2006   | 2007   | 2008   | 2009   | 2010   | 2011   | 2012   |
| ------ | ------ | ------ | ------ | ------ | ------ | ------ | ------ |
| 22 066 | 22 514 | 22 968 | 23 403 | 23 855 | 24 301 | 24 756 | 25 211 |

Согласно данным переписи 2005 года мужчины составляли 50,3 % от населения Сан-Педро-де-лос-Милагроса, женщины — соответственно 49,7 %. В расовом отношении белые и метисы составляли 99,7 % от населения города; негры, мулаты и райсальцы — 0,3 %.
Уровень грамотности среди всего населения составлял 89,8 %.

## Экономика
Основу экономики Сан-Педро-де-лос-Милагроса составляет сельскохозяйственное производство.

51,9 % от общего числа городских и муниципальных предприятий составляют предприятия торговой сферы, 37,2 % — предприятия сферы обслуживания, 9,2 % — промышленные предприятия, 1,7 % — предприятия иных отраслей экономики.